# Піккнурме (річка)
Піккнурме (ест. Pikknurme jõgi) — річка в Естонії, права притока річки Педья.
Річка бере свій початок у болоті Тапік на півдні і впадає в річку Педья. Довжина річки 30,6 км, площа водозбірного басейну 166,2 км².